# Christoph Rose

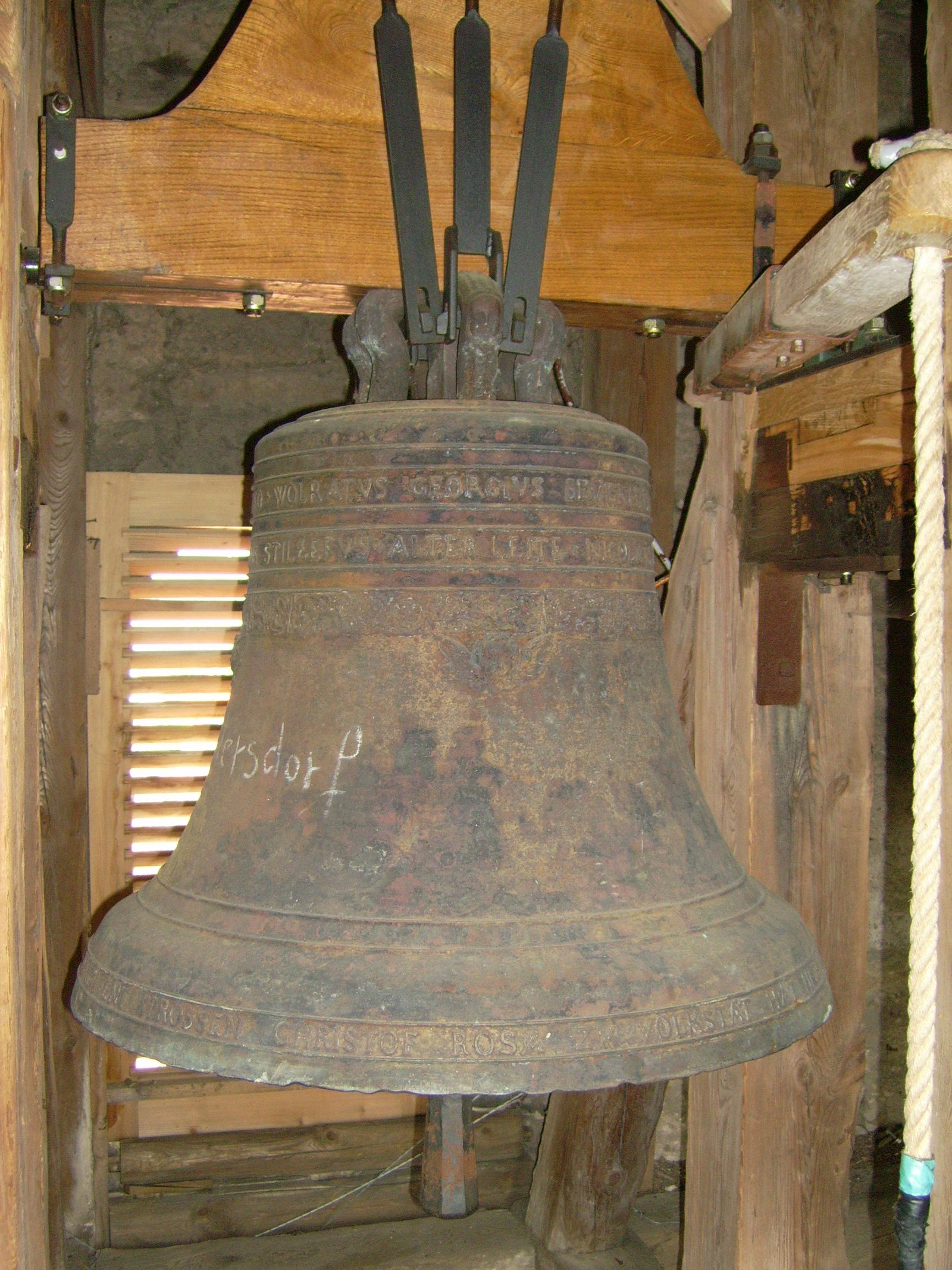
Rose - Glocke aus Rittersdorf (Thüringen)

Christoph Rose (* 27. Mai 1630; † 31. Oktober 1675) war ein deutscher Glockengießer. Er führte in Volkstedt seine Glockengießerei.

## Leben und Schaffen
Wie Christoph Rose Glockengießer wurde und wann er sein Unternehmen eröffnete, ist nicht überliefert. Die Rose-Glockengießerei soll sich nahe bei Kirche und Friedhof befunden haben. Zu jener Zeit war es auch üblich, große Glocken an ihren künftigen Bestimmungsorten zu gießen, um etwa Transportprobleme zu vermeiden. Zwischen 1645 und 1674 sind zwölf Orte bekannt, in denen Glocken von Christoph Rose hingen. Noch heute ist die Glocke in Rittersdorf (Thüringen) ein schönes Beispiel für die detailgenaue Darstellung der Natur auf seinen Glocken.
Sein Sohn Johann Rose führte die vom Vater gegründete Glockengießerei nach dessen Tod weiter, gefolgt von seinem jüngsten Sohn Johann Wolfgang Rose (1699–1750). Die Enkelsöhne Johann Christoph Rose und Martin Rose legten mit der Rose-Glockengießerei ab 1722 in Apolda den Grundstein für die fast drei Jahrhunderte währende Tradition der Glockengießerei in Apolda.

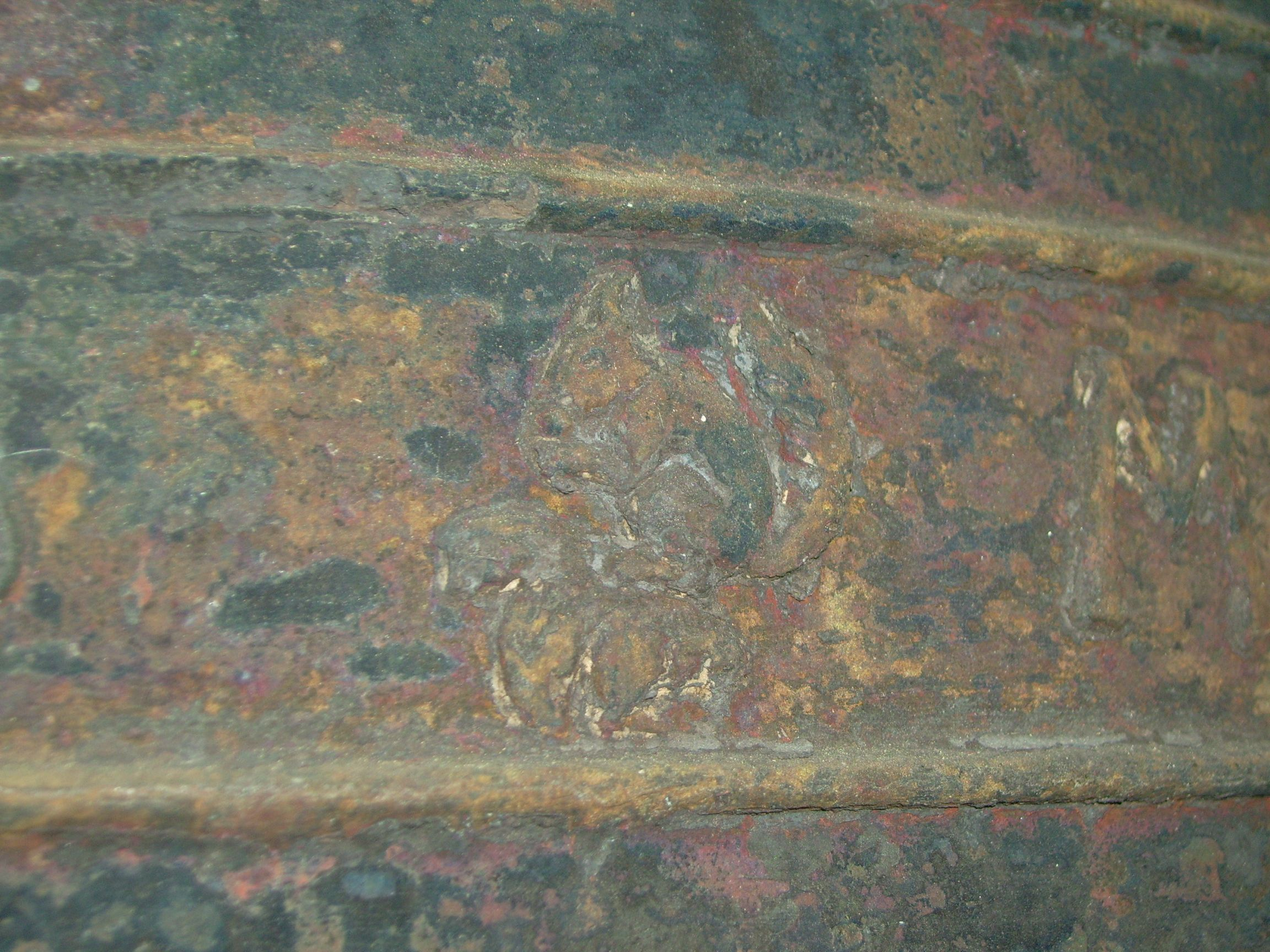
Eichhörnchen auf der
Rose-Glocke